# Universitätsbibliothek Freiburg

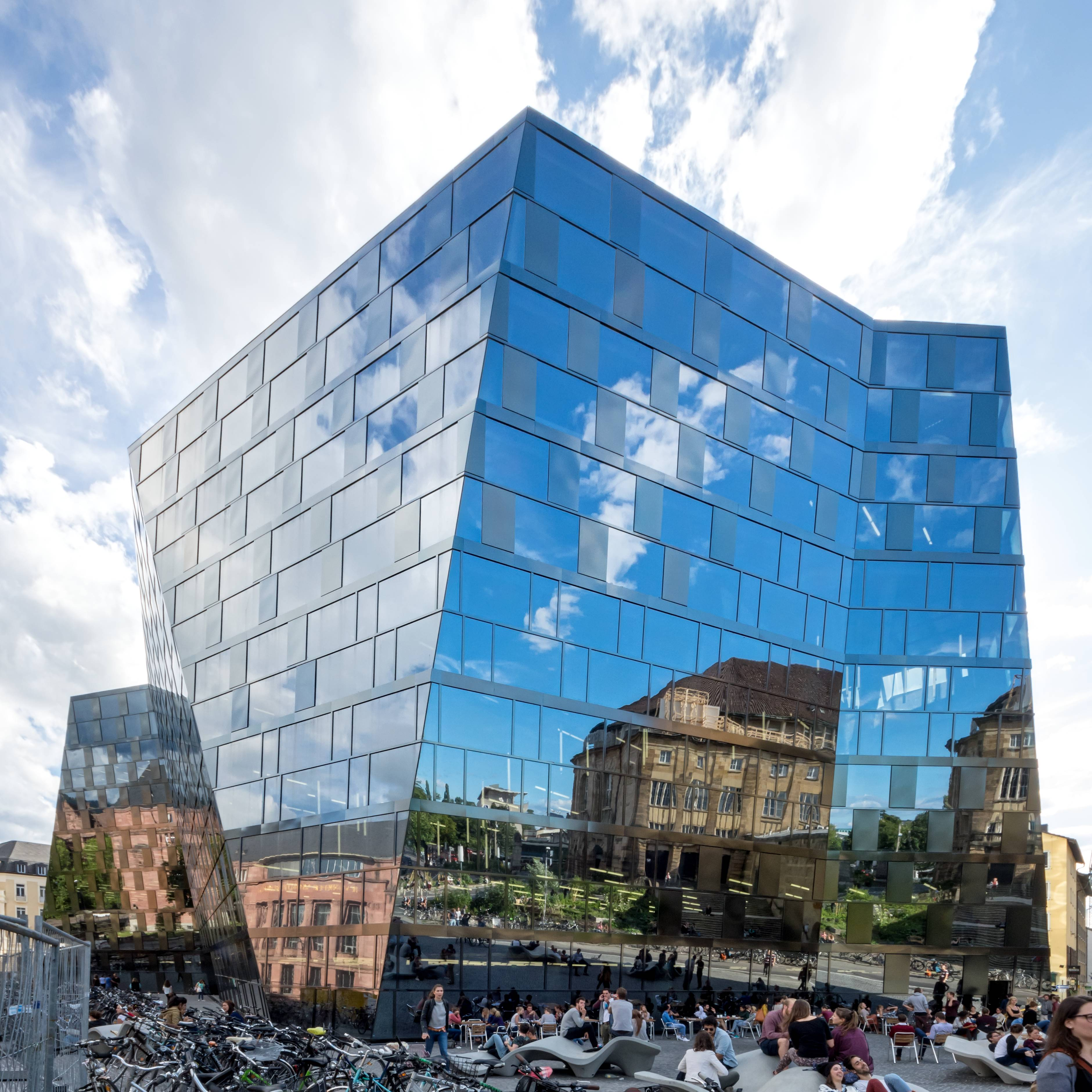
Spiegelung der historischen Gebäude in der neuen UB

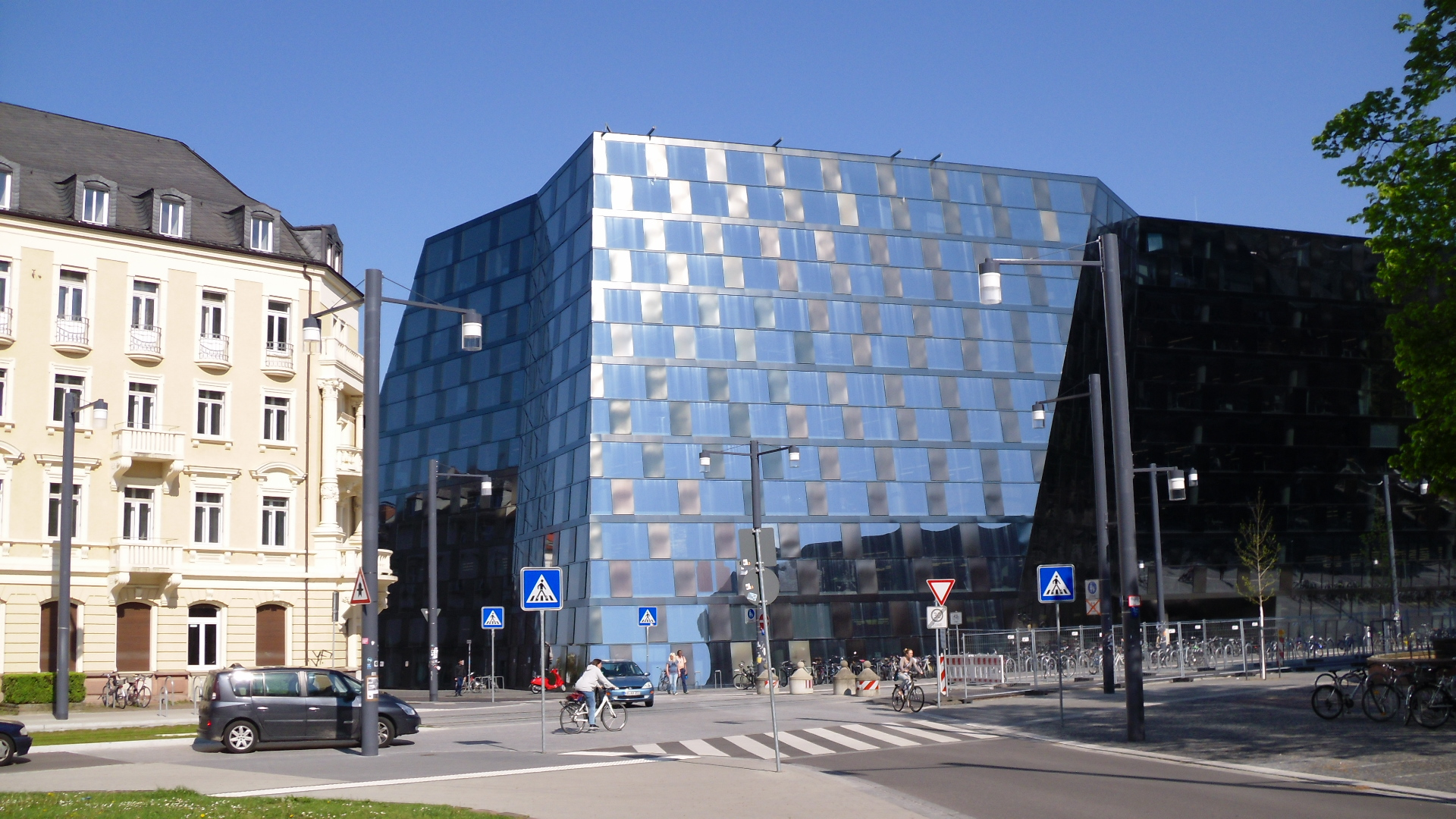
UB von der Rempartstraße

Die Universitätsbibliothek Freiburg ist die Bibliothek der Albert-Ludwigs-Universität Freiburg. Als wissenschaftliche Universalbibliothek erfüllt sie einerseits die Aufgaben einer Hochschulbibliothek, die die Angehörigen der Universität sowie die der Katholischen Hochschule Freiburg, der Evangelischen Hochschule Freiburg, der Pädagogischen Hochschule und der Musikhochschule Freiburg mit Literatur und Informationen versorgt, steht andererseits aber auch allen anderen interessierten Bürgern offen.
Im Jahr 2024 zählte die Bibliothek 473.424 Entleihungen und 3.121.212 Bibliotheksbesuche.

## Geschichte
Buchbestände sind an der 1457 gegründeten vorderösterreichischen Universität in Freiburg im Breisgau von Anfang an vorauszusetzen, Bibliotheken 1470 erstmals bekundet und Bibliotheksstatuten 1490 nachgewiesen. Die Benutzung der Fakultätsbibliotheken war auf die Graduierten beschränkt. Der Name „bibliotheca universitatis“ begegnet erstmals 1505 in Senatsprotokollen, wohl für die Bibliothek der Artistenfakultät.
Neben den Büchersammlungen der Fakultäten waren diejenigen der verschiedenen Bursen und Stiftungshäuser für Studenten von Bedeutung (Domus Cartusiana, 1485; Collegium Sapientiae, 1496; im 16. Jahrhundert Collegium Battmanicum, Collegium S. Galli, Collegium Pacis). Für den Zuwachs der Bibliotheken waren in den frühen Jahren Stiftungen besonders wichtig.
Bis 1755 erfolgte die Überführung der Büchereien der privaten Stiftungshäuser in den Besitz der Universität, 1755 die Zusammenlegung der Fakultätsbibliotheken. 1755 bis 1757 wurde ein eigener Bibliothekssaal im Kollegiengebäude gestaltet. Dies war räumlich gesehen der Beginn einer zentralen Universitätsbibliothek. Einen hauptamtlichen Bibliothekar gab es seit 1768. Im Hintergrund dieser Maßnahmen standen die Reformen Maria Theresias. Diese wirkten sich auch zunehmend auf die Anschaffungspolitik aus.
Mit Aufhebung des Jesuitenordens endete 1773 dessen Präsenz an der Universität Freiburg und dessen Gymnasium Academicum ging in den Besitz der Universität über und die Bibliothek wurde dorthin verlegt. 1791 zog das Gymnasium in die Brunnenstraße und wurde später zum Bertholdgymnasium, während die Bibliothek an ihrem Standort verblieb. Infolge der Josephinischen Klosterreform 1782 und der Säkularisationen von 1806 kamen zahlreiche Bestände aus den Bibliotheken der aufgelösten Klöster hinzu, so dass der Buchbestand der Universitätsbibliothek stark anwuchs. Die Handschriften der Klosterbibliotheken kamen jedoch nur zu einem geringen Teil nach Freiburg, die wertvolleren Bestände gingen an die Großherzogliche Hofbibliothek in Karlsruhe.
1795 wurde eine für die Literaturerwerbung zuständige Bibliothekskommission gegründet. Im letzten Drittel des 19. Jahrhunderts setzte sich die Professionalisierung des Bibliothekar-Berufs durch. 1870/71 war August Wilmanns leitender Bibliothekar (später Generaldirektor der Königlichen Bibliothek in Berlin), danach Karl Dziatzko (später Direktor der Universitätsbibliotheken in Breslau und Göttingen), denen schon 1872 Julius Steup folgte, der bis zu seiner Pensionierung 1912 Direktor blieb. Er nahm eine Neuordnung der Aufstellung vor und legte einen systematischen Katalog nach hauseigenen Regeln an (bis 1967 weitergeführt), der sich in der Grobsystematik an das System von Otto Hartwig anlehnt. Ein neugotischer Bibliotheksneubau von dem Architekten Carl Schäfer wurde 1903 bezogen.
Unter den Direktoren Emil Jacobs (1912–1929) und Josef Rest (1929–1953) wurden verschiedene Reformen der Bibliotheksorganisation vorgenommen: 1924 die Einrichtung eines Leihverkehrs der süddeutschen Bibliotheken, die Einführung des Referatesystems für die fachliche Literaturerwerbung sowie die Katalogisierung und Beratung etwa zur gleichen Zeit, 1932 die Einrichtung einer medizinischen und naturwissenschaftlichen Lehrbuchsammlung, ferner 1930 die Einführung der Preußischen Instruktionen für die alphabetische Katalogisierung und die damit ermöglichte Mitarbeit am Deutschen Gesamtkatalog seit 1931 bis zu dessen Vernichtung im Zweiten Weltkrieg. Die Benutzung wurde durch Einrichtung einer Fotostelle verbessert; der Öffentlichkeitsarbeit dienten Ausstellungen und Publikationen.
Im Dritten Reich war die Bibliothek von den politischen Maßnahmen (rassistische Gesetzgebung, Zensur) betroffen und verhielt sich wie ein Großteil des universitären Umfelds weitgehend angepasst. Größere Bestandsverluste blieben der Bibliothek im Zweiten Weltkrieg trotz eines schweren Gebäudeschadens durch eine rechtzeitige Auslagerung wesentlicher Bestände erspart.
Die Nachkriegszeit unter dem Direktorat von Josef Hermann Beckmann (1954–1965) ist durch Reorganisation sowie die Erweiterung und Wiederaufbau des Bibliotheksgebäudes gekennzeichnet.
Eine Neuorganisation erfolgte unter dem Direktorat von Wolfgang Kehr (1967–1994). Sie bestand vor allem im Aufbau eines universitären Bibliothekssystems durch die Einrichtung von Fakultätsbibliotheken und größeren dezentralen bibliothekarischen Einrichtungen und dem Aufbau eines Gesamtkatalogs der Bestände der dezentralen universitären Bibliotheken und sonstiger Freiburger wissenschaftlicher Bibliotheken, der inzwischen durch den Online-Katalog ersetzt wurde. Daneben wurde der weitere Ausbau der Lehrbuchsammlung vorangetrieben und die Katalogsituation verbessert, indem alphabetischer Kataloge zusammengelegt wurden, das erstmals 1960 erschienenen Freiburger Zeitschriftenverzeichnisses neu herausgegeben wurde und ein neuer Sachkatalog nach der Methode Eppelsheimer mit den Katalogdaten ab 1950 begonnen wurde (1994 abgebrochen). Gleichzeitig war es in dieser Zeit möglich, aufgrund der günstigen wirtschaftlichen Voraussetzungen den Bestand intensiv auszubauen. 1990 nahm die Bibliothek die elektronische Katalogisierung im Südwestdeutschen Bibliotheksverbund auf.
Unter dem Direktorat von Bärbel Schubel (1994–2008) erfolgte eine intensive Entwicklung der Informationstechnologien, die Nutzung des Internets nahm eine zentrale Bedeutung an und auch die digitalen Bestände (Erwerbungen, Lizenzen, freie Angebote) wurden von immer größerer Bedeutung. Neue Kommunikationsformen wie das Podcasting werden für wissenschaftliche Zwecke genutzt.
Seit Oktober 2008 ist Antje Kellersohn Leitende Direktorin der Freiburger Universitätsbibliothek.

### Liste der Bibliotheksleiter
| Amtszeit  | Amtsinhaber            | Bemerkungen      |
| 1821–1822 | Johann Kaspar Ruef     | ab 1821 erkrankt |
| 1821–1829 | vakant                 |                  |
| 1829–1836 | Carl Zell              |                  |
| 1837–1843 | Heinrich Amann         | ab 1843 erkrankt |
| 1843–1846 | Heinrich Joseph Wetzer | kommissarisch    |
| 1846–1850 | vakant                 |                  |
| 1850–1853 | Heinrich Joseph Wetzer |                  |
| 1855–1857 | Theodor Bergk          |                  |
| 1858–1870 | Franz von Woringen     |                  |
| 1870      | Wilhelm Brambach       |                  |
| 1870–1871 | August Wilmanns        |                  |
| 1871–1872 | Karl Dziatzko          |                  |
| 1872–1912 | Julius Steup           |                  |
| 1912–1929 | Emil Jacobs            |                  |
| 1929–1953 | Josef Rest             |                  |
| 1954–1965 | Josef Hermann Beckmann |                  |
| 1967–1994 | Wolfgang Kehr          |                  |
| 1994–2008 | Bärbel Schubel         |                  |
| 2008–     | Antje Kellersohn       |                  |

## Gebäude

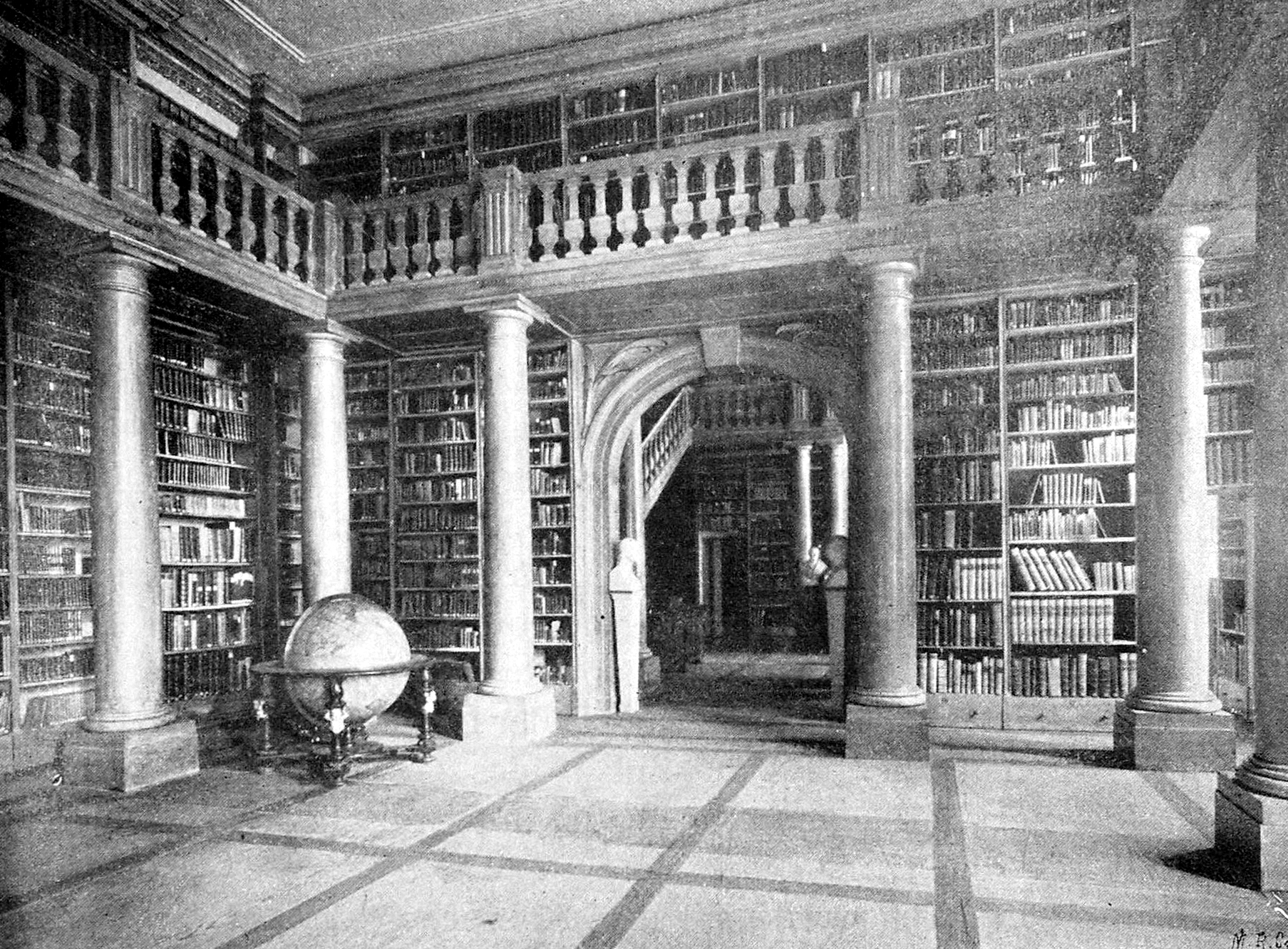
Oberer Büchersaal der ersten Universitätsbibliothek (1898)

Ab 1783 wurden die universitären Bestände im umgebauten Festsaal des ehemaligen Gymnasium academicum der Jesuiten in der Jesuitengasse (ab 1866: Bertoldstraße) aufgestellt. Der Kongregationssaal hatte vor dem Umbau eine eingebaute Bühne besessen, sodass er auch als Theatersaal genutzt werden konnte. Dort hatte im Mai 1770 mit einer Aufführung anlässlich des Brautzuges von Marie Antoinette die Geschichte des Theaters in Freiburg begonnen.
Der Umbau nach Plänen des Universitätsbildhauers Joseph Hörr machte daraus eine Barockbibliothek mit deckenhohen Wandregalen und einer umlaufenden Galerie, die von Säulen getragen wurde. Damit war es der erste Zweckbau, der allein der Universitätsbibliothek diente. Ein Umbau 1822 sicherte die längerfristige Nutzung, die jedoch in den folgenden Jahrzehnten durch zunehmenden Platzmangel erschwert wurde. 1944 wurde das Gebäude zerstört.

### Rempartstraße

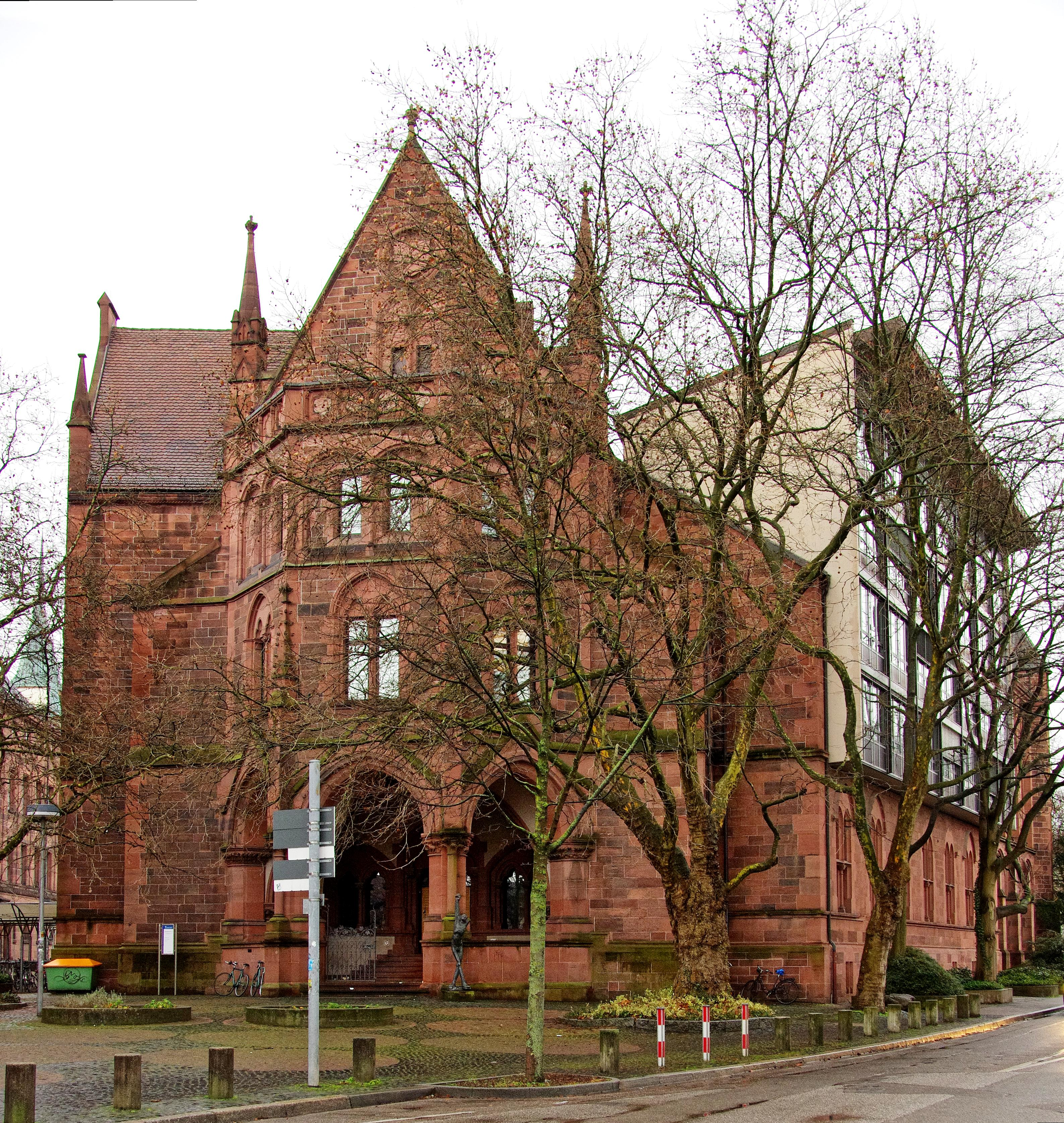
Frühere UB an der Rempartstraße (heute Kollegiengebäude IV)

Am 22. Februar 1897 wurde ein Neubau an der Rempartstraße genehmigt, der vom Karlsruher Architekten und Oberbaurat Carl Schäfer im neugotischen Stil entworfen worden war. Das spitz zulaufende Grundstück sollte für einen systematisch vom Eingangsbereich in der Spitze her entwickelten Bau genutzt werden. Der Landtag bewilligte für das Projekt ein Budget von 576.000 Mark. Die Bauleitung übte der Architekt Kiels aus.
Die Westseite mit Portal hat eine Länge von 12 und 25 m, an welche sich die nördlichen und südlichen Flügel mit je 50 m anschlossen; diese fanden gegen Osten mit einem 49 m langen Rundflügel abschließende Verbindung. Das Dachgesims liegt 16 m über Straßenhöhe. Im Magazinbau (Bücherraum) wurden fünf Stockwerke angeordnet, während im übrigen Teil des Gebäudes nur drei vorhanden waren. Im Innern liegt ein 420 m² großer Lichthof mit einer Einfahrt an der Südseite. Hier war der Zulauf des Gewerbebachs sichtbar, der die zur Beleuchtung dienende unterirdische Turbinenanlage von 23 PS antrieb.
Im Spätjahr 1896 wurde mit dem Abriss eines Wohnhauses und der Paradiesmühle begonnen, die das Grundstück belegten. Am 5. März 1897 begann die Aushubarbeiten und am 12. Juni die Maurerarbeiten. Mitte Juni 1898 war die Sockelhöhe erreicht. Die Fundamentsohlen lagen teilweise bis 8,5 m unter der Straßenhöhe. Größere Mauertrümmer gesprengter Festungswerke sowie sehr starke andere Mauerzüge durchquerten das Baugelände. Von Süden nach Norden lief ein nasser Graben der die außerordentliche Fundamenttiefe bedingte. Insgesamt wurden 1440 Quadratmeter überbaut. Die Bibliothek bezog ihren Neubau 1903.
Im Zweiten Weltkrieg wurde der Südflügel des Gebäudes zerstört. In den 1950er-Jahren wurde hier ein moderner Neubautrakt für die Verwaltung in unterschiedlicher Geschosshöhe eingefügt und in den vormaligen Innenhof ein neuer Lesesaal eingebaut. Der Bau wurde nach dem Umzug der Bibliothek in den Neubau am Werderring in den 1980er-Jahren zum Kollegiengebäude IV umgebaut mit der Verbundbibliothek mit sechs Instituts- und Seminarbibliotheken im Lesesaal und angrenzenden Räumen. Vor dem Eingang befindet sich eine Bronzeplastik des Marsyas von Alfred Hrdlicka aus dem Jahr 1985.

### Platz der Universität

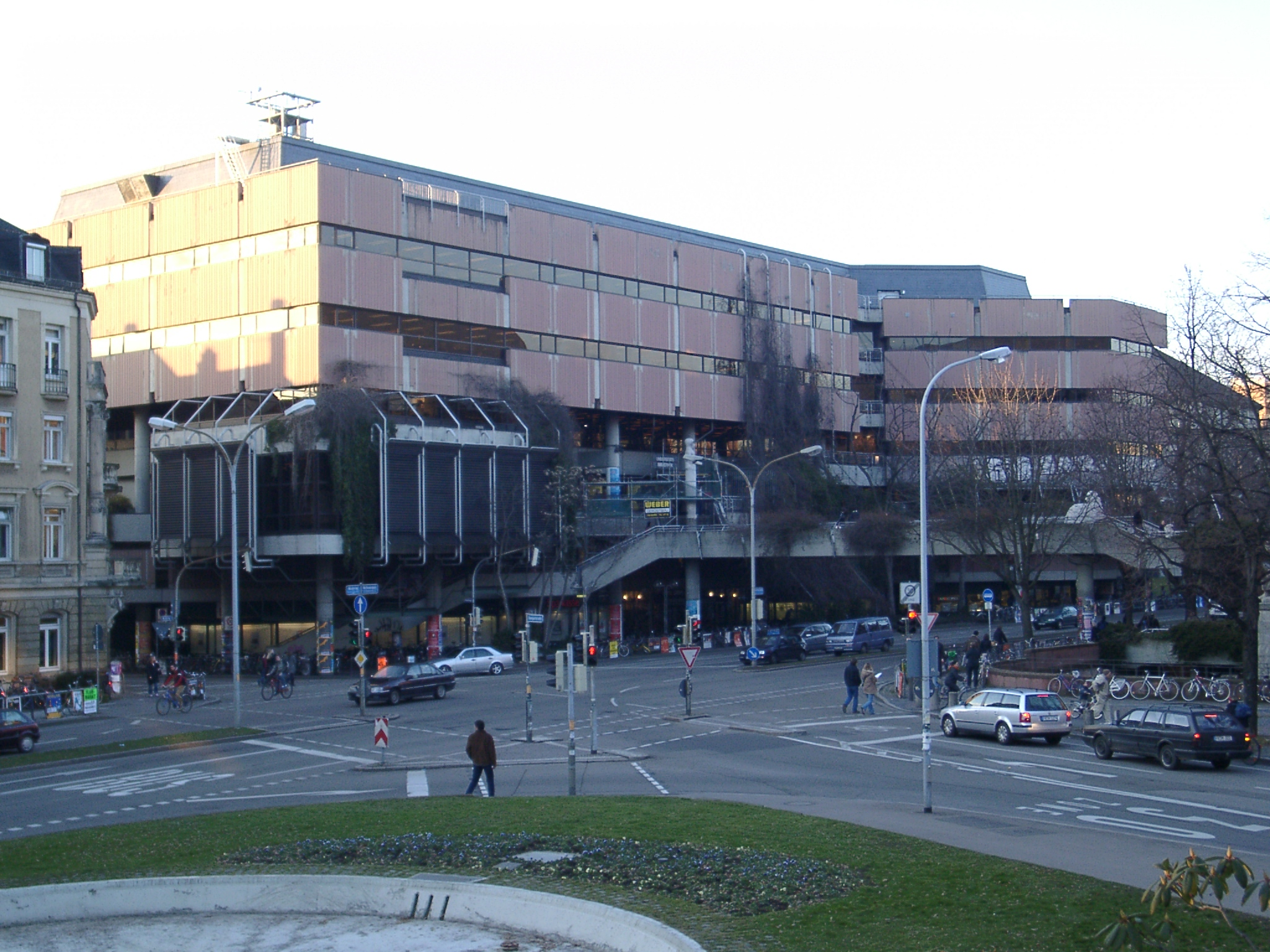
Ehemaliges Gebäude der UB Freiburg (2005)

Im Jahr 1978 errichtete das Land Baden-Württemberg gegenüber dem Kollegiengebäude I nach Plänen des Universitätsbauamts ein neues Gebäude am Werthmannplatz (heute Platz der Universität und Platz der Alten Synagoge). Hierfür war das ehemalige Gebäude des Rotteck-Gymnasiums 1971 abgerissen worden. Der Bau wies drei unterirdische und sechs oberirdische Geschosse auf. Die Lesesäle im 4. und 5. Obergeschoss boten bis zur Schließung des Gebäudes im Jahr 2008 800 Arbeitsplätze, der Präsenzbestand umfasste 140.000 Bände. Die Bibliotheksverwaltung befand sich im 3. OG, die Ausleihe und das Informationszentrum mit Online-Katalogen, Datenbank- und Internet-Plätzen sowie das PC-gestützte Lernzentrum im 2. OG. Außerdem verfügte das Gebäude über eine Cafeteria und einen Ausstellungsraum. In seiner Funktionalität galt der Bau als herausragend, die Architektur ist unterschiedlich gewertet worden, von Ortsfremden konnte der Bau leicht mit einem Parkhaus verwechselt werden. Durch Pflanztröge war die Fassade zum Teil begrünt. Im Programm „Kunst am Bau“ wurde die Fassade durch Porträt-Malereien von Peter Dreher und die Fußgängerbrücke davor durch Plastiken von Joachim Schmettau ausgestaltet. Die Fassadenteile mit den Selbstporträts von Dreher sind heute in der neuen UB im Ausleihbereich im Untergeschoss zu sehen.

### Neubau

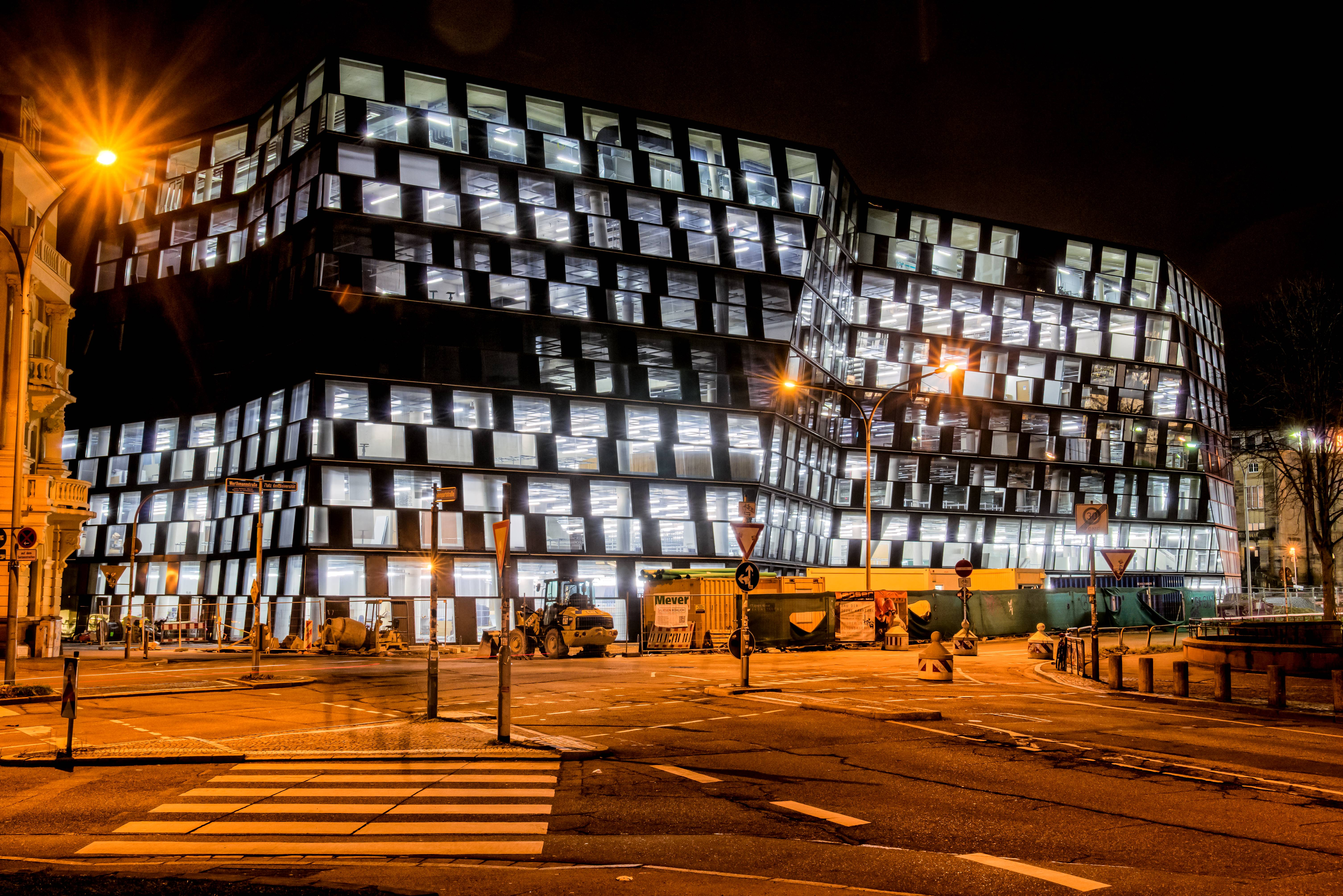
Stand der Arbeiten im Februar 2015

Hauptsächlich wegen veralteter Technik (Klimaanlage) und der Notwendigkeit, Schäden an der Fassade zu beheben, hätte das Bibliotheksgebäude saniert werden müssen. Der nötige Totalumbau sollte sowohl Einsparungen der Bewirtschaftung bringen als auch das Gebäude in die neue Verkehrssituation (im Bau befindliche Verkehrsberuhigung der bisherigen Ringstraße) und die städteplanerische Gesamtkonzeption (neue Gestaltung des Umfeldes) einfügen. Dies wurde Anfang 2006 durch einen Architektenwettbewerb vorbereitet, bei dem der erste Preis an das Basler Architektenbüro Degelo Architekten ging. Die Kosten jenes Neubaus wurden anfangs mit 32 Mio. € beziffert. Der Neubau bietet 1.250 Arbeitsplätze in 4 Lesesälen sowie 500 Arbeitsplätze im Parlatorium. Gleichzeitig soll er bei vergleichbaren Betriebszeiten bis zu 65 % der Energiekosten des vorherigen Gebäudes einsparen.
Bauphase
Von Herbst 2008 bis Juli 2015 befand sich die Bibliothek in zwei Ausweichquartieren: UB 1 in der ehemaligen Stadthalle und UB 2 in der Rempartstraße. Mit dem vorübergehenden Umzug der Bibliothek wurden für die UB 1 in der Stadthalle durchgehende Öffnungszeiten (24-Stunden-Betrieb) eingeführt, die im neuen Gebäude bis September 2018 beibehalten wurden. Wegen zu geringer Auslastung des nachts und um Unterhaltskosten zu sparen wurden die Öffnungszeiten auf 7 bis 24 Uhr gekürzt.
Im September 2009 wurde die Fußgängerbrücke, die an die alte Bibliothek anschloss, abgerissen. In der darauf folgenden Zeit wurde der Bau von Schadstoffen, der Elektrik und Teppichböden entkernt. Ab Januar 2011 wurde das alte Gebäude zurückgebaut. Anders als geplant blieben beim Teilabriss des oberirdischen Teils des Gebäudes nur drei Treppenhaustürme stehen. Der Rückbauumfang wurde deutlich größer, da zum einen mehr schadstoffbelastetes Material entsorgt werden musste als geplant war. Außerdem hätte der ursprünglich geplante Anbau an die bestehenden Decken die neuen Erdbebennormen nicht mehr erfüllt und somit mussten die Decken komplett erneuert werden. Die drei Tiefgeschosse mit dem Buchmagazin blieben erhalten. Während des Umbaus wurde dieses Magazin weiter betrieben und die 3,5 Millionen Bücher waren weiterhin zugänglich. Die Abrissarbeiten wurden im Dezember 2011 beendet und es wurde mit dem Rohbau begonnen. Während der Rohbau-Arbeiten wurde im Oktober 2012 bekannt, dass die Sanierung das geplante Kostenziel von 44 Millionen Euro überschreiten wird. Am 10. November 2012 starb ein Bauarbeiter auf der Baustelle der neuen Bibliothek, als er von einem Gerüst fiel. Der endgültige Rohbau wurde im April 2013 fertiggestellt.
Im selben Monat wurde mit dem Anbringen der Fassade aus Glas und dunkelmattiertem Chromstahl mit einer Fläche von 7300 Quadratmeter sowie dem Innenausbau begonnen. Im April 2014 wurde die Fassade geschlossen, die Verkleidung dauerte bis unmittelbar zur Eröffnung im Juli. Weiter wurde bekannt, dass das Unternehmen, das für die gesamte Haustechnik zuständig war, insolvent ist.
Die neue Universitätsbibliothek nahm, mit fast zwei Jahren Verzug, am 21. Juli 2015 ihren Probebetrieb auf. Während dieser Phase werden die Haustechnik, automatisierte Rückgabe, WLAN, Leitsysteme und Abläufe optimiert. Am 12. Oktober 2015 wurde sie offiziell in Anwesenheit zweier Landesminister der Universität übergeben. Der Bau hat dann 53 Mio. € gekostet.
Nutzung
Die Grundidee bei der Anlage des Gebäudes war es, die Arbeitsplätze in den Außenseiten anzulegen und die jeweiligen Buchbestände im Zentrum der Etage zu lagern. Der Neubau ist dabei vom Volumen um 20 Prozent kleiner als der bisherige Bau, hat aber mit 30.600 m² mehr Nutzfläche und insgesamt 1.750 Arbeitsplätze.
In Spitzenzeiten verzeichnet die Bibliothek 12.000 Besuche täglich, womit die 1.750 Arbeitsplätze nicht ausreichen. Daher sind seit Februar 2016 Pausenuhren im Einsatz, die ähnlich einer Parkscheibe den für eine Pause von maximal 60 Minuten verlassenen Arbeitsplatz kennzeichnen. Vergleichbare Regelungen sind auch an anderen Universitätsbibliotheken üblich.
Die fünf oberirdischen Geschosse werden wie folgt genutzt:

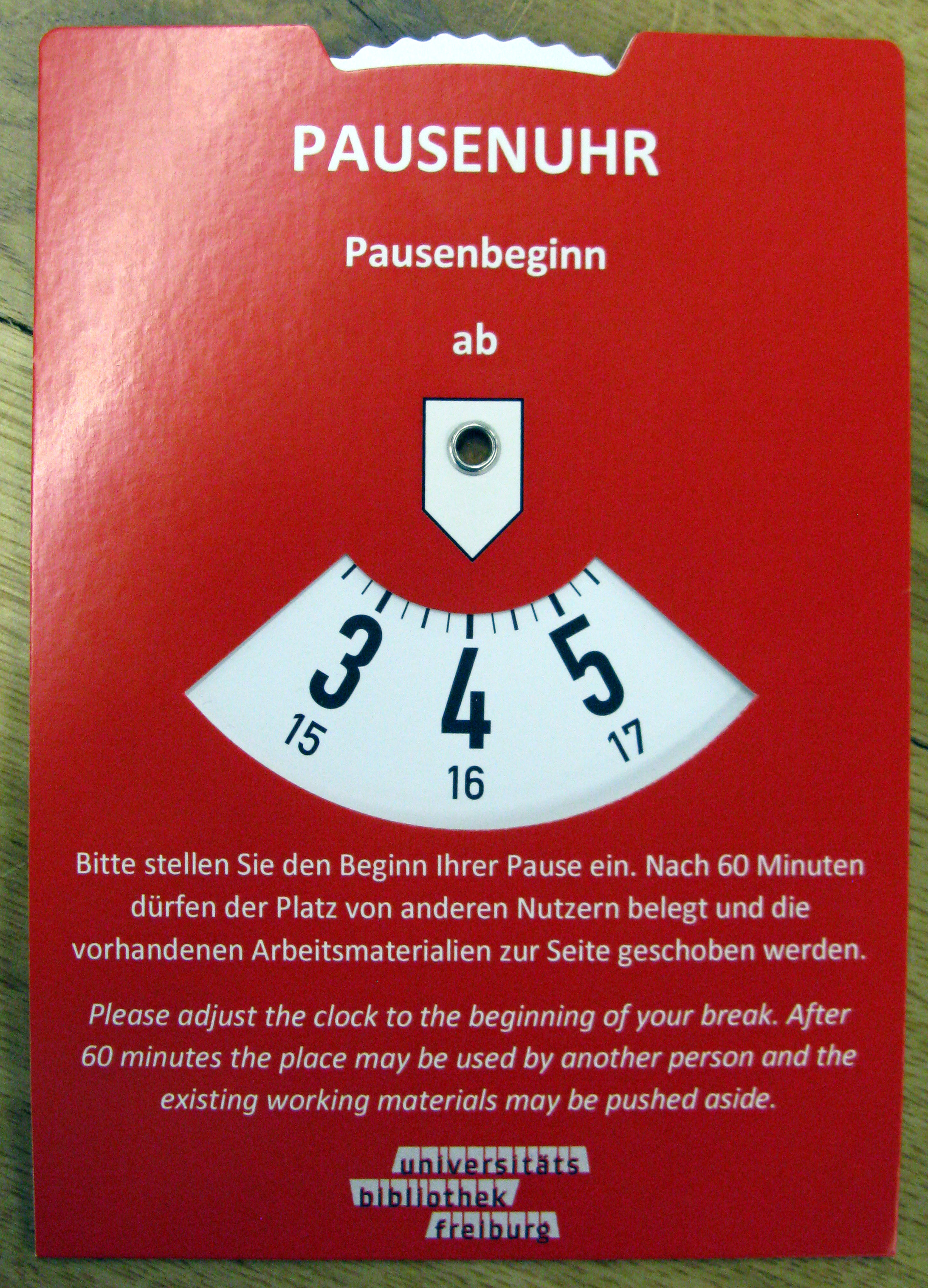
Pausenuhr Vorderseite

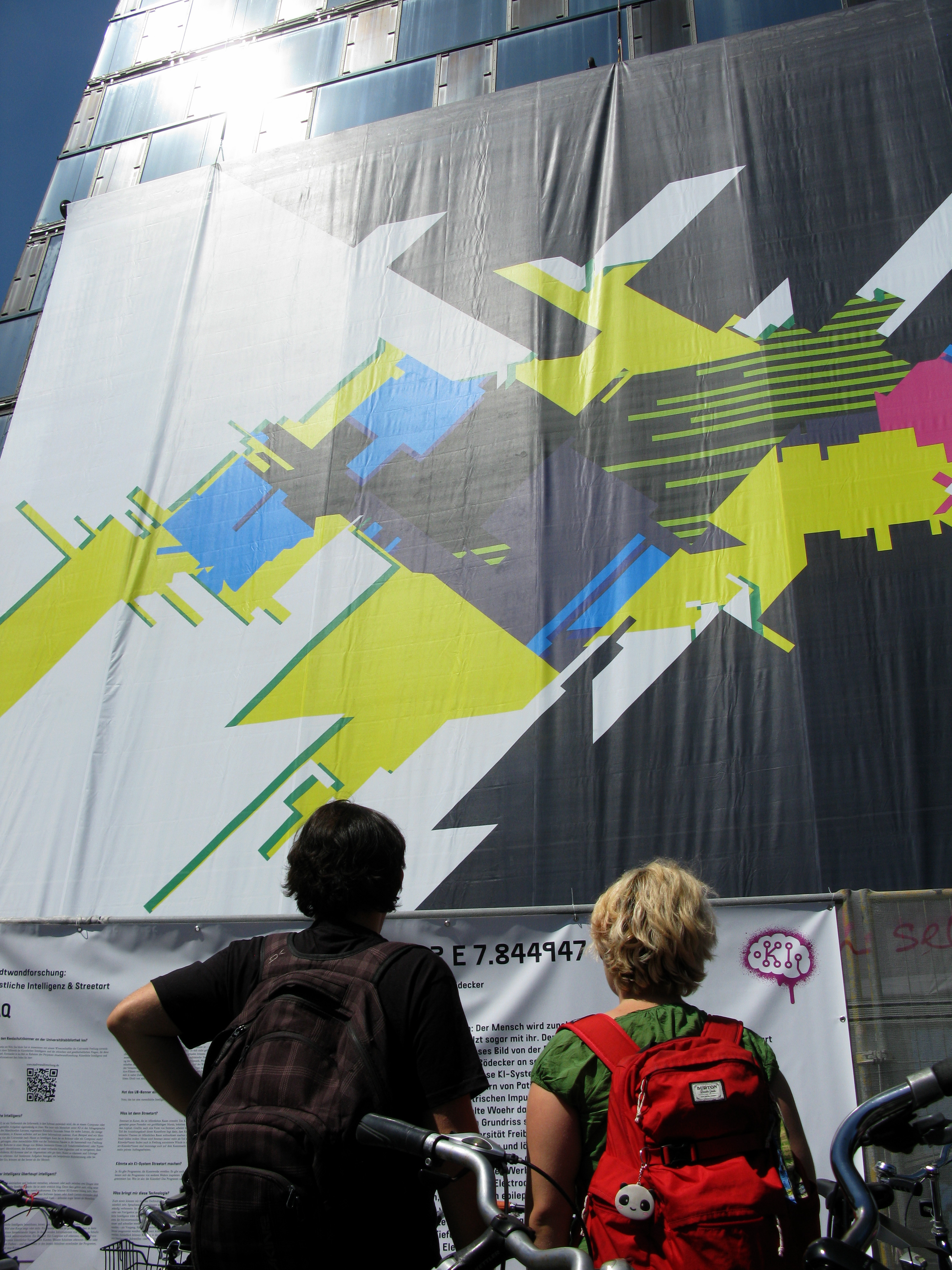
UB mit Sonnenschutz zur Vermeidung der Blendung der Verkehrsteilnehmer

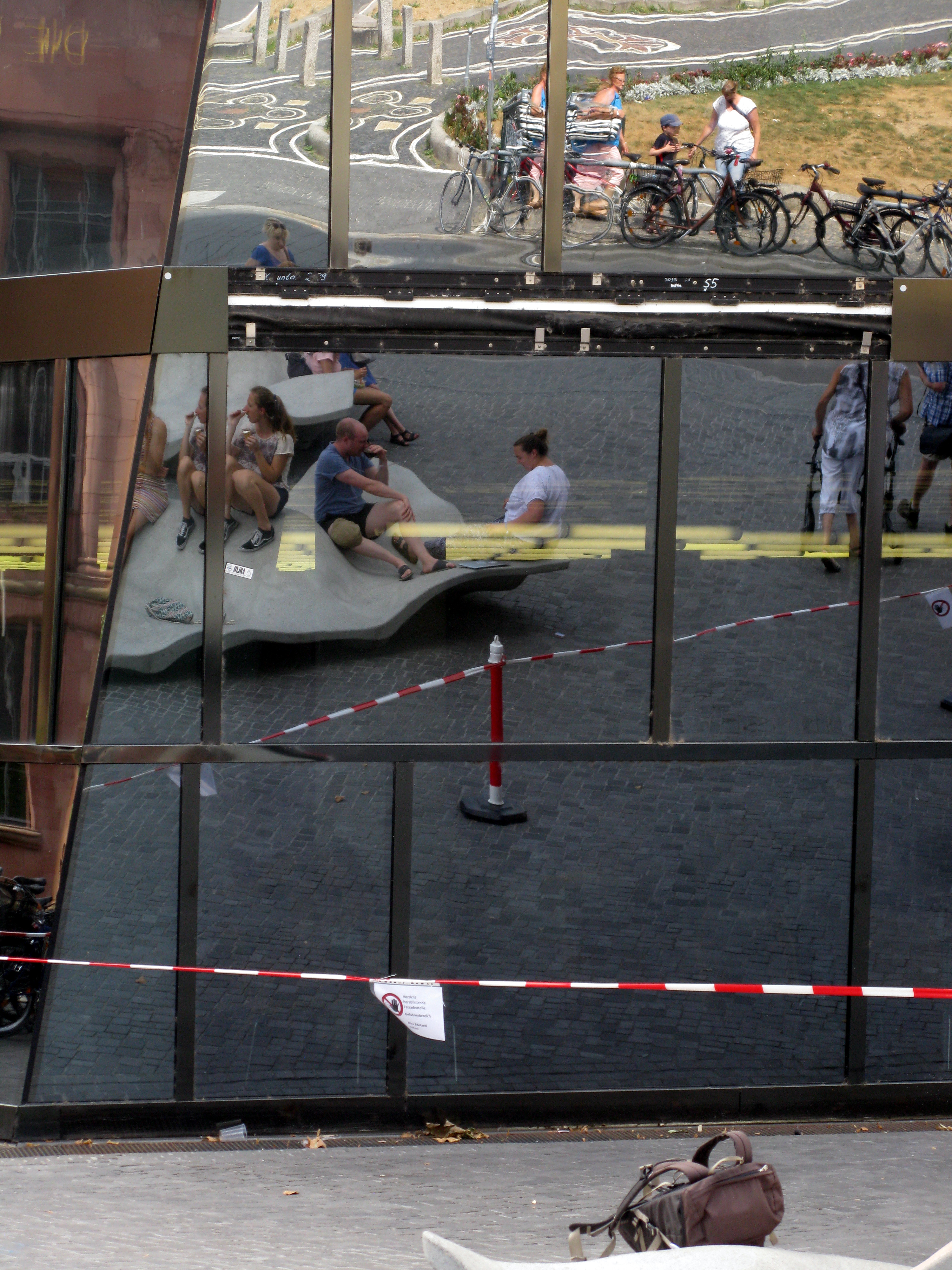
2018 wegen herabgefallener Fassadenteile abgesperrt

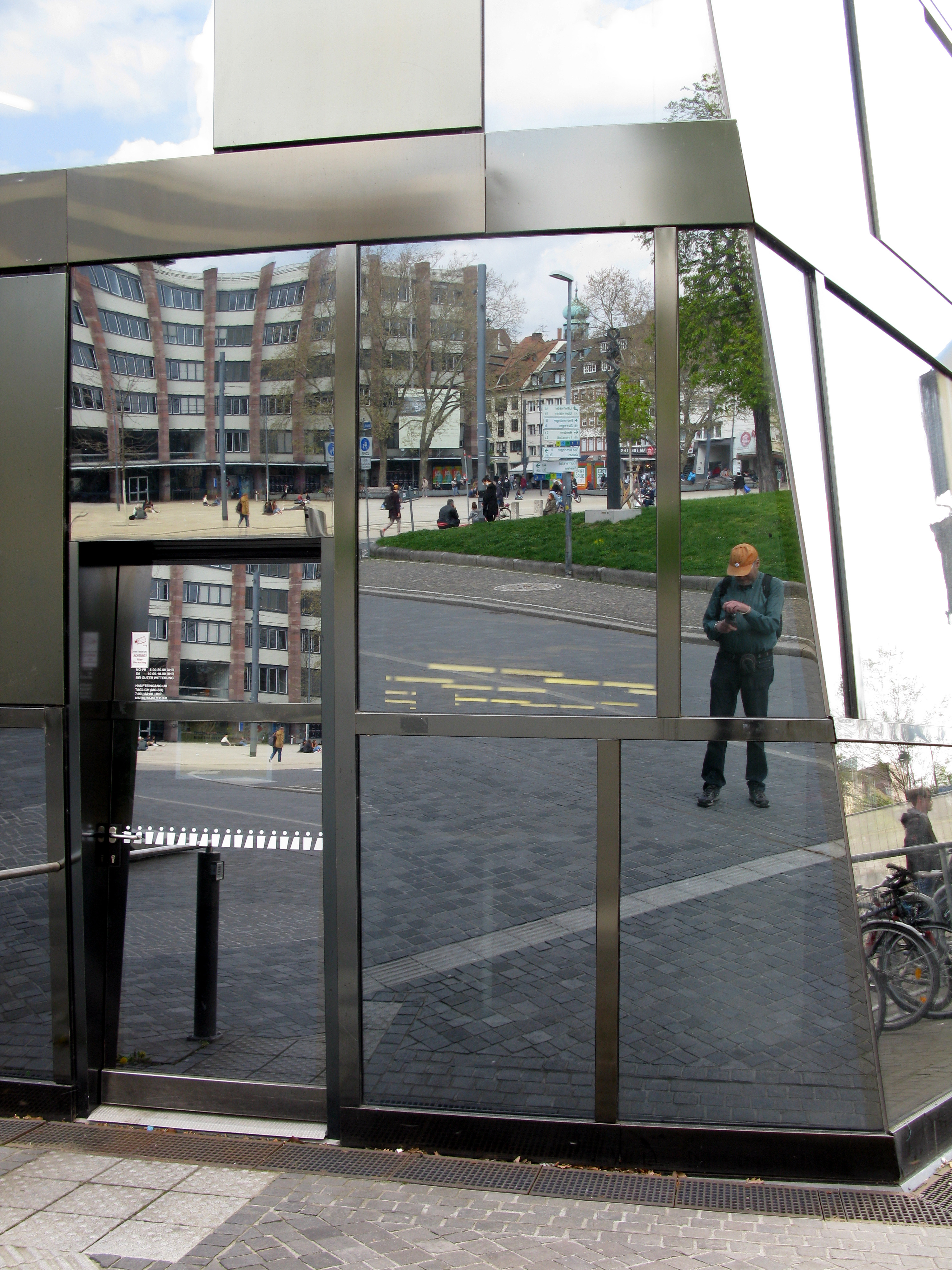
2016 eingesetzte gerade Eingangstür zur Cafeteria

- Im Erdgeschoss gibt es im südlichen Teil (zur Belfortstraße) die Rückgabeautomaten und die Infotheke, nach Norden schließen sich die Garderobenschränke an und schließlich das Café Libresso mit Terrasse zum Platz der Alten Synagoge.
- Ab dem ersten Obergeschoss sind die Etagen zweigeteilt: Im südlichen Teil befinden sich entsprechend der Geschossnummer die Lesesäle 1 bis 4 mit Präsenzbänden zum ruhigen Arbeiten. Lesesaal 4 enthält zudem den Sonderlesesaal, in dem an den historischen Beständen der Universitätsbibliothek, etwa den Handschriften, Inkunabeln oder Nachlassarchivalien geforscht werden kann. Im nördlichen Teil vom ersten bis fünften Obergeschoss liegt das Parlatorium mit Gruppenarbeitsplätzen, die z. T. mit Bildschirmen ausgestattet sind; dort darf geredet werden. Der Übergang zwischen den Bereichen ist nur im Erdgeschoss möglich, innerhalb der Etagen sind diese durch Glaswände getrennt.
- Im südlichen Teil ist im zweiten Obergeschoss das Juridicum untergebracht, das ehemalige juristische Seminar aus dem Kollegiengebäude II, im vierten Obergeschoss der Sonderlesesaal.
- Im nördlichen Teil befinden sich außerdem im ersten Obergeschoss ein Veranstaltungssaal für 200 Personen,[15] im zweiten Schulungsräume, im dritten das Medienzentrum und im vierten der PC-Pool.
- Im fünften Obergeschoss ist die UB-Verwaltung und im sechsten die Haustechnik untergebracht.
- Im ersten Untergeschoss sind der Ausleihbereich (früher Freihandmagazin genannt) mit 700.000 Bänden und den Selbstverbucherterminals sowie eine Fahrradgarage mit 400 Stellplätzen untergebracht.[32]
- Die beiden weiteren Untergeschosse behalten ihre Funktion als Magazin, aus denen Bücher nur bestellt werden können.[33] Die Fläche entspricht zwei Fußballfeldern und Mitarbeiter fahren die bestellten Bücher mit Dreirädern zum Aufzug.[34]

Anbindung
Die Universitätsbibliothek ist von der Haltestelle Stadttheater an der alle fünf Straßenbahnlinien halten oder von der Haltestelle Erbprinzenstraße der Linie 5 erreichbar, die im März 2019 in Betrieb genommen wurde. Die Stationen Moltkestraße, Rempartstraße/Mensa und Rotteckring des Fahrradverleihsystems Frelo befinden sich um das Gelände herum verteilt.
Für den Radverkehr verbindet der FR 6 die UB mit dem Institutsviertel und der Unterwiehre. Über die Wiwilibrücke besteht Anschluss an den FR 4 und den FR 5 in die westlichen Stadtteile, über die Kronenbrücke besteht Anschluss an Dreisamradweg FR 1 in die östlichen Stadtteile.

#### Baumängel
Blendwirkung
Unmittelbar nach Schließung der Fassade im Frühjahr 2014 wurde bemerkt, dass an der Südostecke bei tief stehender Sonne im Frühjahr und Herbst die Verkehrsteilnehmer geblendet werden. Daher wird sie während dieser Zeiten mit einem Sonnensegel verhüllt. Das kostet Unterhalt und Pflege. Darüber streitet sich seit 2019 das zuständige Amt Vermögen und Bau mit dem Architekten Heinrich Degelo vor Gericht. 2019 wurde die Standardplane vorübergehend durch eine künstlerisch gestaltete ersetzt (Foto). Ende 2020 folgte anlässlich des Stadtjubiläums ein Banner des Vereins „Wahlkreis 100%“ mit einem Schwarzweiß-Foto einer Straßenszene von 1936 mit der Widerstandskämpferin Gertrud Luckner am Schwabentorring. Neben der UB steht das frühere Werthmannhaus der Caritas, in dem Luckner damals gearbeitet hat. Ursprünglich sollte es schon im September angebracht werden, aufgrund zweier Hakenkreuzfahnen im Hintergrund des Fotos hatte die Universitätsverwaltung die Hängung gestoppt. Die Fahnen wurden nun durch ein Schriftfeld überdeckt bzw. retuschiert.
Fassade
Im Mai 2016 wurde bekannt, dass die Fassade an manchen Stellen undicht ist, so dass es bei Regen durchtropft. Im Rahmen der Gewährleistung soll nun gebessert werden. Am 6. August 2018 löste sich ein Blech der Fassadenverkleidung und fiel herab. Es wurde niemand verletzt. Seitdem war das Umfeld der UB abgesperrt und die Zugänge wurden provisorisch überdacht. Es handele sich um einen Gewährleistungsfall und die Fassadenfirma müsse die komplette Fassade bis auf die Fenster neu befestigen, ist das Amt Freiburg von Vermögen und Bau Baden-Württemberg (Unibauamt) als Bauherr der Überzeugung. Die Metallbaufirma Früh aus Umkirch ist jedoch der Ansicht, dass es sich um Beschädigung durch unsachgemäß durchgeführte Reinigungsarbeiten handele. Außerdem ist sie mit Vermögen und Bau im Streit wegen der Schlussrechnung, von der noch 4,2 Millionen Euro offen seien. Im März 2019 fiel erneut ein Fassadenteil innerhalb der provisorischen Umzäunung herab. Im Mai 2019 begann die Arbeiten, die Metallpaneele neu zu befestigen. Im Herbst 2020 waren die abgenommenen Fassadenbleche noch nicht wieder montiert bzw. auf der Rückseite zur Milchstraße noch gar nicht abgenommen, da die Ursache der Undichtigkeit noch nicht gefunden ist. Nachdem im Juni 2021 an drei Seiten des Gebäudes 1.600 Paneele neu befestigt worden waren und die Umzäunung an diesen Seiten beseitigt werden konnte, stellte sich raus, dass die Paneele zwar halten, sich bei Temperaturschwankungen aber wölben. Dies hätten sie jedoch vorher auch schon getan und das stelle kein Problem dar, so der neue Leiter des Amtes Vermögen und Bau, Ole Nahrwold. Die Fassadenarbeiten zur Milchstraße hin würden sich noch lange hinziehen, da sie bei Hitze, Kälte, Wind und Regen immer wieder unterbrochen werden müssten. Nach wie vor streitet sich das Amt mit dem Fassadenbauer darüber, wer die Kosten von bislang etwa 830.000 Euro übernimmt.
Klimaanlage
Erst im August 2018 wurde bekannt, dass die Beschäftigten der UB seit der Eröffnung im Jahre 2015 über schlechte Luft in ihren Büros, tränende Augen und ausgetrocknete Schleimhäute klagen, die einen Arztbesuch nötig machen. Der damalige Freiburger Leiter von Vermögen und Bau, Karl-Heinz Bühler, räumt ein, dass die Luftdurchströmung nicht überall im Haus optimal sei, besonders in kleinen Büros und im niedrigen Untergeschoss. Man habe lange an einer Lösung gearbeitet und werde nun technisch nachrüsten. Im Juni 2019 war aufgrund eines Gutachtens ein Maßnahmenkatalog erstellt worden, von denen schon einige umgesetzt wurden. Der mangelhafte Luftaustausch wurde inzwischen im ganzen Haus festgestellt.
Schimmelbefall in Tiefmagazinen
Im November 2024 wurde bekannt, dass in den unterirdischen Tiefmagazinen der UB mindestens 30.000 (von insgesamt rund 3 Millionen) Bücher einen Schimmelbefall aufweisen. Ein Gutachten nennt als Ursache des Schimmelbefalls die raumklimatischen Bedingungen, die aufgrund von Defiziten der Lüftungsanlage nicht die einschlägigen Normen einhalten. Die betroffenen Bände werden nach aufwändiger Reinigung wieder nutzbar sein.
Sonstige Mängel
Durch Überbelastung brach im Juli 2016 der Boden in der Eingangshalle. Der Boden besteht in allen Geschossen aus etwa fünf Zentimeter dicken Steinplatten, die einen 30 bis 35 Zentimeter hohen Hohlraum einschließen, in dem Leitungen verlegt sind, und der als Lüftungskanal dient. Daher wird der Boden auch Druckboden genannt. So mussten bis auf Weiteres Elektrorollstühle und Bücherwagen auf mit Holzplatten geschützten Wegen fahren. Anfang 2017 wurde der Boden repariert. Dabei wurden die Steinplatten teilweise leicht abgesenkt, damit ein Lärm dämmender Filzbelag aufgebracht werden konnte. Eine nicht funktionierende schräge Tür wurde gegen den Willen des Architekten durch eine gerade Tür ersetzt.

## Aufgaben und Organisation
Nach dem Landeshochschulgesetz von 2005, § 28 bildet die Bibliothek zusammen mit dem Rechenzentrum das Informationszentrum der Universität; sie ist Archiv-, Präsenz- und Ausleihbibliothek, organisiert den auswärtigen Leihverkehr, koordiniert die Literatur- und Informationsversorgung im gesamten Bibliothekssystem der Universität und bietet die notwendigen technischen Dienste an (Reproduktionsmöglichkeiten, Microformscanner usw.). Die Bestände des Freiburger Bibliothekssystems sind bereits weitgehend im Online-Bestandskatalog erfasst.
Die Bibliothek katalogisiert ihre Bestände im Südwestdeutschen Bibliotheksverbund und nimmt überregionale Aufgaben z. B. durch die Regionale Datenbank-Information (ReDI) wahr.
Das New Media Center / Universitätsbibliothek bietet Produktions-, Bearbeitungs- und Darbietungsmöglichkeiten für audiovisuelle analoge und digitale Medien. Das uni.tv freiburg wird von der Universitätsbibliothek betreut. Historische Tondokumente und aktuelle Vorlesungsreihen werden als Podcast angeboten.
Das Lernzentrum bietet die Möglichkeit, den Umgang mit digitalen Medien bzw. neuen Informationstechniken in Form betreuten Lernens zu erarbeiten.
In den Jahren 2019 und 2021 förderte die Carl Friedrich von Siemens Stiftung die Bibliothek mit insgesamt 1.550.000 Euro für die Anschaffung gedruckter Bücher.

## Bestand
Mit einem Bestand von 3,4 Millionen gedruckten Medien ist die Universitätsbibliothek Freiburg die größte Bibliothek Südbadens und auch eine der vier größten Bibliotheken in Baden-Württemberg (neben der Württembergischen Landesbibliothek und den Universitätsbibliotheken in Heidelberg und Tübingen).
Mit derzeit über 6 Mio. Medieneinheiten (Print-, audiovisuelle und elektronische Medien) dient sie damit nicht nur der Universität, sondern dem gesamten südbadischen Raum als Informationszentrum. Das elektronische Ausleihsystem (OLIX) besteht seit 1978 und verbucht jährlich 1,2 Mio. Ausleihen der gegenwärtig rund 25.000 registrierten Nutzer. Für Computerrecherchen stehen diesen auch 107 PC-Arbeitsplätze zur Verfügung. 700.000 Bände stehen für die Freihandausleihe zur Verfügung. Die Aufstellung erfolgt nach den 4 Großgruppen Geisteswissenschaften, Sozialwissenschaften, Medizin und Naturwissenschaften. Mit der „Freiburger (Forschungs-) Dokumentation“ plus (FreiDok) der Universität verfügt die UB über rund 251.000 Nachweise von Publikationen Freiburger Wissenschaftler.
Die Bestände umfassen unter anderem 168.120 elektronische Zeitschriftentitel, 4.050 Handschriften und Autographen, knapp 3.500 Inkunabeln, 42.000 Drucke des 16. und 17. Jahrhunderts, 45 Nachlässe von Professoren und zahlreiche Papyri (in 147 Glasplatten gefasste Fragmente). Des Weiteren beherbergt die Universitätsbibliothek auch die Bestände des Geologen-Archiv sowie den älteren Monographien-Teil aus der Bibliothek des Institut für Grenzgebiete der Psychologie und Psychohygiene. Die Handschriften, Autographen, Nachlässe, Papyri, alle vor 1870 erschienene Drucke und besonders großformatige Bände, sowie Karten können nur im Sonderlesesaal eingesehen werden.

## Drehort
Unter anderem durch ein Foto des futuristischen Baus wurde der Regisseur Christian Ditter angeregt, die Netflix-Serie Biohackers aus dem Jahr 2020 in Freiburg spielen zu lassen. In der Universitätsbibliothek wurden dabei zwei Szenen im Foyer und einem der Lesesäle gedreht, jeweils außerhalb der Öffnungszeiten.